# Kępno (gemeente)
De gemeente Kępno is een stad- en landgemeente in het Poolse woiwodschap Groot-Polen, in powiat Kępiński.
De zetel van de gemeente is in Kępno.
Op 30 juni 2004 telde de gemeente 24 330 inwoners.

## Oppervlakte gegevens
In 2002 bedroeg de totale oppervlakte van gemeente Kępno 124,03 km², waarvan:
- agrarisch gebied: 75%
- bossen: 14%

De gemeente beslaat 20,39% van de totale oppervlakte van de powiat.

## Demografie
Stand op 30 juni 2004:
| Omschrijving                   | Totaal | Totaal | Vrouwen | Vrouwen | Mannen | Mannen |
| ------------------------------ | ------ | ------ | ------- | ------- | ------ | ------ |
| eenheid                        | aantal | %      | aantal  | %       | aantal | %      |
| inwoners                       | 24 330 | 100    | 12 607  | 51,8    | 11 723 | 48,2   |
| bevolkingsdichtheid (inw./km²) | 196,2  | 196,2  | 101,6   | 101,6   | 94,5   | 94,5   |

In 2002 bedroeg het gemiddelde inkomen per inwoner 1263,39 zł.

## Administratieve plaatsen (sołectwo)
Borek Mielęcki, Domanin, Hanulin, Kierzenko, Kierżno, Kliny, Krążkowy, Mechnice, Mikorzyn, Myjomice, Olszowa, Osiny, Ostrówiec, Przybyszów, Pustkowie Kierzeńskie, Rzetnia, Szklarka Mielęcka, Świba.

## Overige plaatsen
Biały Młyn, Dziekania, Zosin.

## Aangrenzende gemeenten
Baranów, Bralin, Doruchów, Kobyla Góra, Ostrzeszów, Wieruszów
- Virtual International Authority File: 313092308